# Méliphage mineur
Anthochaera lunulata
Espèce
Synonymes
- Anthochaera chrysoptera (Latham, 1801)

Statut de conservation UICN

 LC  : Préoccupation mineure
Le Méliphage mineur (Anthochaera lunulata) est une espèce de passereau méliphage trouvé en Australie-Occidentale.